# Sirețel
Sireţel es una comuna ubicada en el distrito de Iași, Rumania.

## Superficie
Cuenta con una superficie de 54,51 kilómetros cuadrados.

## Demografía
Hasta 2021 la población era de 3726 habitantes, con una densidad de población de 68,35 habitantes por kilómetro cuadrado.